# Camachus
Camachus (łac. Archidiœcesis Camachenus) – stolica historycznej archidiecezji w Cesarstwie Rzymskim (prowincja Armenia), współcześnie w Turcji. Pierwszym wzmiankowanym biskupem był Georgius (VII w.). W XVIII wieku ustanowiona katolickim biskupstwem tytularnym (od 1925 arcybiskupstwo), od 1974 nieobsadzona.

## Biskupi i arcybiskupi tytularni
| Lp. | Biskup                          | Od               | Do                   |
| --- | ------------------------------- | ---------------- | -------------------- |
| 1   | Jakub Walerian Tumanowicz       | 16 grudnia 1771  | 11 stycznia 1783     |
| 2   | Iwo Onufry Rogowski             | 26 września 1785 | 23 stycznia 1806     |
| 3   | Jan Chrzciciel Masclet OM       | 26 września 1814 | 11 lipca 1836        |
| 4   | José Agustín Molina y Villafañe | 11 lipca 1836    | 1 października 1838  |
| 5   | José María Barrutia y Croquer   | 15 kwietnia 1859 | 23 sierpnia 1864     |
| 6   | Petrus van Ewijk OP             | 8 czerwca 1869   | 17 maja 1886         |
| 7   | Silvério Gomes Pimenta          | 26 czerwca 1890  | 3 grudnia 1896       |
| 8   | Jean Derouet CSSp               | 2 stycznia 1907  | 4 marca 1914         |
| 9   | Leonidas Medina                 | 27 marca 1916    | 7 marca 1923         |
| 10  | Roberto Colombo OFMCap.         | 18 grudnia 1924  | 8 listopada 1927     |
| 11  | Leon Wetmański                  | 19 grudnia 1927  | 10 grudnia 1941      |
| 12  | Mesrop Habozian                 | 9 maja 1942      | 30 października 1974 |